# اسپارتان اسکوت
اسپارتان اسکوت (به انگلیسی: Spartan Scout) یک کشتی است که طول آن ۷ متر (۲۳ فوت) می‌باشد.